# Salát Olivier
Salát Olivier, rusky салат Оливье salat Olivje, je ruský salát z vařených brambor na kostičky, zeleniny a masa spojených majonézou. Použitá zelenina zpravidla zahrnuje mrkev, nakládané okurky a sterilovaný hrášek, maso může být hovězí, vepřové či kuřecí, ale také měkký salám či šunka, a do salátu bývají přidávána také vejce natvrdo a kopr či petržel.
Byl vytvořen v 60. letech 19. století Lucienem Olivierem, šéfkuchařem moskevské luxusní francouzské restaurace Ermitáž, a salát se stal brzy velmi oblíbeným. Přesný recept byl utajován, především složení dresinku, ale je známo že obsahoval tetřeví maso, telecí jazyk, kaviár, hlávkový salát, račí ocásky, kapary a uzenou kachnu, ale je možné že ingredience byly podle sezóny obměňovány. Už na konci 19. století se však objevily recepty snažící se ho napodobit. Na počátku 20. století se jeden z kuchařů Ermitáže pokusil recept ukrást a začal v méně luxusní restauraci Moskva nabízet salát podobný a to jako Столичный stoličny, tedy zhruba „hlavní město“, který však nedosahoval kvalit originálu. V průběhu času došlo k výrazné proměně toho, čemu se dnes říká salát Olivier, projevující se především nahrazením surovin levnějšími a dostupnějšími. Od 20. století se v Rusku stal především tradičním silvestrovským pokrmem.

## Ve světě
Salát se také rozšířil mimo zemi svého původu, jak skrze ruskou diasporu tak jinými cestami. Sám Lucien Olivier otevřel v německém Wiesbadenu další restauraci a nabízel tam tento pokrm jako salat à la russe. V Německu, ale také v Itálii, Francii, Turecku a Maroku je tak znám jako ruský salát. Mezi další názvy patří například potato salad „bramborový salát“ (USA, Austrálie), sałatka warzywna „zeleninový salát“ (Polsko), salată de boeuf „hovězí salát“ (Rumunsko), salade Macédoine „makedonský salát“ (Francie) nebo huzarensalade „husarský salát“ (Nizozemsko), v zemích bývalé Jugoslávie a Maďarsku je označován jako francouzský salát, v severských zemích jako italský salát.
V Česku je salát Olivier znám prostě jako bramborový salát a podle jednoho z podání byl jeho recept přivezen československými legionáři vracejícími se roku 1920 z Ruska. Následujícího roku se objevil v jednom z dobových časopisů a v roce 1924 jej do své kuchařky zařadila Marie Janků-Sandtnerová, díky čemuž dosáhl popularity. Její verze obsahovala brambory, vejce, okurky, cibuli, kapary, slanečky a majonézu, chyběla tak kořenová zelenina. V 60. letech 20. století dosáhla široké obliby verze s kořenovou zeleninou a salámem, obvykle gothajem, jako příloha k smaženému řízku a štědrovečerní večeři.